# 劇団プリンス
『劇団プリンス』（げきだんプリンス）は、東北ペネットより発売されたWindows用女性向け恋愛アドベンチャーゲームである。
キャッチコピーは「僕らは止められない、煌めく流星群――」。

## 概要
2018年9月3日、東北ペネットが制作を発表。同日に公式サイトが開設された。11月2日にニコニコ動画でオープニングムービーが公開され、音楽CDとゲームの予約受付が開始された。
キャストに動画投稿サイトの歌い手やゲーム実況者などといったウェブ上の有名人を起用しているのが特徴。一部キャストを除き、キャスティングは株式会社テクサ（現社名：株式会社ライバー）のプロモーションパッケージ「UZU」によるものである。キャストの発表は公式ツイッターで徐々に行われていき、11月2日に全キャストの発表が完了した。

## ストーリー
イケメン揃いの人気劇団「劇団プリンス」。劇団に最大のピンチが迫る中、主人公は劇団の団長に抜擢されて…？

## 登場人物

### 劇団プリンス
主人公が団長を務めることとなる人気劇団。
鳩里 右近（はとり うこん）
声 : スタンガン
9月28日生まれ。21歳。身長173cm。
爽やかなルックスと性格の持ち主で、劇団のツートップと呼ばれる人気役者の一人。アイドル活動をしてる妹を持つ。
稲葉 啓介（いなば けいすけ）
声 : しゃけみー
11月18日生まれ。27歳。身長183cm。
舞台映えする体格と精悍な顔つきの頼れる男前系の役者。ダンスと殺陣が得意で、趣味は筋トレ。
森崎 幸人（もりさき ゆきと）
声 : りする
2月22日生まれ。18歳。身長168cm。
劇団最年少の役者で、つい最近までは研究生だった。元気が取り柄。黒魔術が得意だと自称する。
相模 シュトゥルムウントドラング 潤司（さがみ シュトゥルムウントドラング じゅんじ）
声 : ぐるたみん
5月21日生まれ。19歳。身長185cm。
幸人と同じくつい最近まで研究生だった役者。日本人とドイツ人のハーフ。額に第三の目を持つ。Team EMPERORの真実に憧れを抱いている。名前の「シュトゥルムウントドラング」はアルファベット表記だと「Strum und Drang」となる。
塚本 凛空（つかもと りく）
声 : しるばーな
7月28日生まれ。20歳。身長171cm。
元は有名な人気子役で、毒舌を吐きがちな役者。ペットとしてカブトムシを飼っている。
新屋敷 諒（しんやしき りょう）
声 : かんせる
4月16日生まれ。24歳。身長178cm。
高い技術力とクールな言動から、劇団のツートップと呼ばれる人気役者の一人。何か事情を抱える。

### 主人公の血縁者
美亜（みあ）
声 : サトウキビ
主人公の妹。小学3年生の現役子役。明るい性格で頭の回転が速い。
譲治（じょうじ）
声 : いさじ
主人公の父。元々は彼が劇団プリンスの団長であり、劇団の運営において優れた手腕の持ち主。人当たりが良い。

### Team EMPEROR
劇団プリンスのライバル劇団。芸能事務所West Japan Productionに所属する。
佐川 右京（さがわ うきょう）
声 : コジマ店員
Team EMPERORでは一番人気の役者。元気溌剌でマイペースな性格。右近のライバルを自称する。
浪速 大和（なにわ やまと）
声 : セピア
啓介の友人である役者で、お互いリスペクトし合っている仲。Team EMPERORでは兄貴分的存在として慕われている。
江崎 蒼（えざき あおい）
声 : 亀井有馬
Team EMPERORに入ったばかりのかわいらしい外見の新人役者。Team EMPERORのメンバーだけでなく、劇団プリンスのメンバーにも尊敬の念を抱いている。
山崎 真実（やまざき まこと）
声 : 高田健志
クールでミステリアスな役者。所謂「中二病」なキャラクターで、ファンやTeam EMPERORのメンバーから親しまれている。
伊藤 奏（いとう かなで）
声 : リモーネ先生
プレイボーイな役者だがベテランメンバーとして確かな実力を持つ。凛空とは犬猿の仲。

### その他
| - ヒロシ（声 : kame） - 芸能事務所West Japan Productionの社長。 - 筋肉（声 : ピクピクン☆） - 啓介の筋肉で、動くたびにピクピク喋る。 - ナレーター（声 : たぴおか） - 米子（声 : 歌劇派学生） - コヅカ社員（声 : 鴨音ギイ） - 船乗り（声 : 高橋留美郎） - 蛇、イルカ（声 : 10Re;） - カブトムシ（声 : キンキン） - 諒のマネージャー（声 : 宮崎珠子） - スタッフ、医者、観客A（声 : 寺下知輝） - スタイリスト、ファンA（声 : ほなちゃん） - カメラマン、オバケ、AD（声 : ロイ杉崎） - 研究生C（声 : 須賀るひと） - ファンB（声 : 利香） - ファンC（声 : さやまぐ） - コヅカディレクター、CMディレクター、ディレクター（声 : 壱兄さん） - プリパンマン（声 : 漸茶） - プリおじさん（声 : 真新さとし） | - 悪いトイレ（声 : わかメ） - 牛黄、監督、オルオン星人・斉藤（声 : ヤシロ） - 求心、看護師、老婆（声 : 副署長ラン） - デンチュー営業（声 : ムチャ） - フラインデー記者（声 : 如月ヒビキ） - プレア星人、研究生B、観客B（声 : クラト） - 研究生A（声 : 雲白継夜） - ナンパ男（声 : ツナカン） - なんじゃもんじゃ才蔵（声 : 梵人） - プリ子さん（声 : 佐原カヲル） - 男の子（声 : アルファ+β） - 悪いプロデューサー（声 : もるでお） - 講師・レコード会社社員（声 : 火種） - 団員A（声 : エスタ） - 団員B（声 : まるこ） - ハイチオール C（声 : ハイチ） - エリ（声 : やみん） - 右近の妹。 |  |

## 関連商品

### 音楽CD
- 劇団プリンス 1st Mini Album（2019年1月23日発売）
歌 : 鳩里右近（スタンガン）、稲葉啓介（しゃけみー）、森崎幸人（りする）、相模シュトゥルムウントドラング潤司（ぐるたみん）、塚本凛空（しるばーな）、新屋敷諒（かんせる）
  1. 舞台挨拶
  2. Curtain Call（OP）
2018年10月21日より各音楽配信サイトで先行配信[6]。
  3. Pace Maker（挿入歌）
  4. Sarukani（劇中歌）
  5. Happy Spring（ED）
  6. Curtain Call（OP）Inst
  7. Pace Maker（挿入歌）Inst
  8. Sarukani（劇中歌）Inst
  9. Happy Spring（ED）Inst
  10. Milk Dipper -Repesen from Gekidan Prince-

### 楽曲配信
- Health Meter（2019年5月11日配信）
歌 : 鳩里右近（スタンガン）、稲葉啓介（しゃけみー）、森崎幸人（りする）、相模シュトゥルムウントドラング潤司（ぐるたみん）、塚本凛空（しるばーな）

- 劇団プリンス Original Soundtrack（2019年5月26日配信）
  1. GROWL
  2. 陽が暮れるその前に
  3. グローリーステージ
  4. Goodbye my lover
  5. 明日への希望
  6. ピエロ
  7. Shadow
  8. ティータイムは、あなたと
  9. LOST
  10. BRAND NEW DAY
  11. Darkside
  12. 夜風にのせて
  13. DEVIL'S DANCE
  14. Chaser
  15. Popping
  16. ようこそいらっしゃい！
  17. プリンスの想い